# John-von-Neumann-Medaille
Die IEEE John von Neumann Medaille (benannt nach John von Neumann) wurde 1990 vom IEEE ins Leben gerufen und wird jährlich für „besondere Leistungen in Computer-bezogener Wissenschaft und Technologie“ verliehen, die nicht notwendigerweise zeitnah zur Verleihung stattgefunden haben müssen.

## Preisträger
- 1992 Gordon Bell – für innovative Beiträge zur Rechnerarchitektur
- 1993 Frederick P. Brooks – für signifikante Entwicklungen in der Rechnerarchitektur, aufschlussreiche Beobachtungen zur Softwaretechnik und Beiträge zur Informatik-Bildung und -Dienstleistung
- 1994 John Cocke – für Beiträge zur Computerindustrie, einschließlich der Entwicklung und Umsetzung der RISC-Architektur und Technologie zur Programmoptimierung
- 1995 Donald E. Knuth – für grundlegende Beiträge zu Theorie und Praxis der Informatik und der Programmierkunst
- 1996 Carver Mead – für innovative Beiträge zu VLSI und kreativen Mikroelektronik-Strukturen
- 1997 Maurice V. Wilkes – für ein Lebenswerk voller bahnbrechender Beiträge zur Computertechnik und den Grundlagen des Programmierens, einschließlich des ersten Computers, der gespeicherte Programme nutzte
- 1998 Ivan Sutherland – für Pionierleistungen in der Computergrafik und im Mikroelektronik-Entwurf, und für eine führende Rolle in Informatik und technischer Forschung
- 1999 Douglas C. Engelbart – für das Erschaffen der Grundlagen des interaktiven Echtzeit-Personal-Computings, einschließlich CRT-Displays, Fenstern, der Maus, Hyperlinks, Online-Konferenzen und -Journalen
- 2000 John L. Hennessy und David A. Patterson – für das Einläuten einer Rechnerarchitektur-Revolution durch Erforschung, Popularisierung und Kommerzialisierung architektonischer Innovationen
- 2001 Butler Lampson – für eine führende technische Rolle in der Schaffung und Weiterentwicklung von Time-Sharing, verteiltem Rechnen, Netzwerktechnik, Informationssicherheit und Programmiersprachen
- 2002 Ole-Johan Dahl und Kristen Nygaard – für die Einführung von der objektorientierten Programmierung zugrundeliegenden Konzepten durch den Entwurf und die Implementierung von SIMULA 67
- 2003 Alfred V. Aho – für Beiträge zu den Grundlagen der Informatik und den Gebieten Algorithmen- und Softwaretechnik
- 2004 Barbara Liskov – für grundlegende Beiträge zu Programmiersprachen, Programmiermethodiken und verteilten Systemen
- 2005 Michael Stonebraker – für Beiträge zu Entwurf, Implementierung und Kommerzialisierung relationaler und objektorientierter Datenbanksysteme
- 2006 Edwin Catmull – für grundlegende Beiträge zur Computergrafik und eine Pionierrolle in der Verwendung von Computeranimationen in Spielfilmen
- 2007 Charles P. Thacker – für eine zentrale Rolle in der Erschaffung des Personal Computers und der Entwicklung von vernetzten Computersystemen
- 2008 Leslie Lamport – für das Legen der Grundlagen für verteiltes Rechnen und parallele Programmierung
- 2009 Susan L. Graham – für Beiträge zu Entwurf und Implementierung von Programmiersprachen und für vorbildliche Leistungen für die Informatik
- 2010 John E. Hopcroft und Jeffrey Ullman – für das Legen der Grundlagen für Automaten- und Sprachtheorie, und für viele weitere Beiträge zur Theoretischen Informatik
- 2011 C.A.R. Hoare – für bahnbrechende Beiträge zur wissenschaftlichen Grundlage von Softwaredesign
- 2012 Edward J. McCluskey – für grundlegende Beiträge, die das Design und die Testung digitaler Systeme geformt haben
- 2013 Jack Dennis – für grundlegende Abstraktionen, um Schutz in Betriebssystemen zu implementieren, und für das Datenfluss-Programmier-Paradigma
- 2014 Cleve Moler – für grundlegende und vielfach verwendete Beiträge zur numerischen linearen Algebra und zu Software, die das wissenschaftliche Rechnen grundlegend wandelte
- 2015 James Gosling – für Java als Programmiersprache und Virtual Machine, und weitere Beiträge zu Programmiersprachen und -umgebungen
- 2016 Christos Papadimitriou – für ein tieferes Verständnis der Komplexitätstheorie und ihre Anwendung auf Approximationsalgorithmen, Künstliche Intelligenz, Wirtschaft, Datenbanktheorie und Biologie.
- 2017 Wladimir Wapnik – für die Entwicklung der statistischen Theorie des Lernens, theoretische Grundlagen des Maschinenlernens und Support Vector Machines
- 2018 Patrick Cousot – für die Einführung der Abstrakten Interpretation, ein mächtiger Rahmen für die automatische Berechnung von Programmeigenschaften mit breitgefächerten Anwendungen bei der Verifizierung und Optimierung
- 2019 Éva Tardos – für Beiträge auf dem Gebiet der Algorithmen, einschließlich grundlegender neuer Methoden in der Optimierung, Approximationsalgorithmen und Algorithmen in der Spieltheorie
- 2020 Michael I. Jordan – für Beiträge zu maschinellem Lernen und Statistik
- 2021 Jeff Dean – für Beiträge zu Theorie und Entwicklung von großen verteilten Computer- und KI-Systemen
- 2022 Deborah Estrin – für eine führende Rolle bei mobilen und kabellosen Sensorsystemen, inkl. im persönlichen Gesundheitsmanagement
- 2023 Frank Thomson Leighton – für grundlegende Beiträge zu Entwurf und Anwendung von Algorithmen in Content Delivery Networks
- 2024 Christopher Manning – für Fortschritte in rechnergestützter Darstellung und Analyse natürlicher Sprache
- 2025 Miklós Ajtai – für Beiträge zur Festlegung unterer Grenzen der Rechenkomplexität und die Begründung der gitterbasierten Kryptographie